# گالنویکیرشن
گالنویکیرشن (به آلمانی: Gallneukirchen) یک شهر در اتریش است که در ناحیه اورفار اومگبونگ واقع شده‌است. گالنویکیرشن ۶٬۲۸۱ نفر جمعیت دارد.

## خواهرخوانده
شهر نورتهایم خواهرخواندهٔ گالنویکیرشن هست.